# Demokratiska partiet
Demokratiska partiet (engelska: Democratic Party) är ett politiskt parti i USA som formellt bildades ur Andrew Jacksons "demokratiska" falang av det gamla Republikanska partiet efter valet 1828.
Från Thomas Jeffersons seger i presidentvalet 1800 var partiet helt dominant i amerikansk politik, med delstaternas självbestämmande som huvudpunkt på sitt program. Partiet splittrades av slavfrågan, med ett svårt nederlag som följd 1860, då republikanen Abraham Lincoln valdes till president. Partiet kom endast att behålla dominans i det segregerade södern, och fram till 1932 lyckades endast Grover Cleveland och Woodrow Wilson nå presidentposten. Med Wilson inträdde en mer radikal agenda, som fortsatte under Franklin D. Roosevelt och Harry S. Trumans ledning av regeringsmakten i Vita Huset 1932–1952. Partiet vann åter valen 1960 och 1964 men besegrades av Richard Nixon 1968. Demokraterna vann åter 1976 då Jimmy Carter valdes till president. Carter besegrades dock av Ronald Reagan 1980, men Demokraterna återtog presidentposten i och med Bill Clintons valsegrar 1992 och 1996, varefter man åter förlorade 2000 och 2004, då republikanen George W. Bush vann presidentvalen. År 2008, då en ny president skulle väljas, vann demokraternas Barack Obama över republikanen John McCain och partiet återtog presidentposten samt stärkte sin position i kongressen. 2010 förlorades emellertid representanthuset till Republikanerna, vilket försvagat partiets åter dominanta ställning i amerikansk politik.
Traditionellt sett har Sydstaterna varit partiets starka fäste, vilket delvis hävts på senare år. Detta till trots är Barack Obama och John F. Kennedy de enda demokrater som nått presidentposten efter kriget utan att kandidera för en före detta slavstat (som Harry S. Truman, Lyndon B. Johnson, Jimmy Carter och Bill Clinton). Kalifornien och New York är två större delstater som röstat demokratiskt i samtliga val sedan 1988. I Mellanvästern har partiet alltid varit svagt och vann större inbrytningar endast med William Jennings Bryan och Franklin D. Roosevelts valkampanjer.
Genom registrerade medlemmar är det demokratiska partiet det största partiet i USA och det tredje största i världen.
Partiets maskot, åsna, kommer från Andrew Jacksons presidentvalskampanj: hans politiska motståndare gav honom öknamnet "jackass". Jackson dock antog namnet och med hjälp av politiska karikatyrister blev åsnan en symbol av partiet.

## Historia och idéutveckling

Politiska partiernas härledning i USA. Prickad linje betyder inofficiellt.

### Tidigt 1800-tal
Partiets rötter finns hos motståndare till Federalistiska partiet som styrde USA de första två årtiondena efter självständigheten och ville skapa en stark centralmakt med stöd av bankirer och köpmän. I opposition fram till presidentvalet i USA 1800 var Demokratisk-republikanska partiet som ville ha en ytterst begränsad centralmakt utan mäktiga nationella institutioner, alltså inte federalism. Man var skeptisk mot bankirernas och köpmännens inflytande och värnade istället jordbrukarnas intressen. 1825 splittrades partiet och ur det formades bland andra Demokratiska partiet och Whigpartiet, vilka blev de två dominanta partierna i landet. Samtidigt kom Demokraterna att förknippas med presidentposten (som man regelmässigt höll från Jefferson fram till valet av Lincoln 1860) medan Whigpartiet hade sitt fäste i kongressen. 1854 gick demokratiska slaverimotståndare över till Whigpartiet som då blev Republikanska partiet.

### Slaverifrågan och inbördeskriget
I det nya Republikanska partiet kom partiet att få en helt ny sorts motståndare, och var själv hopplöst splittrat i slavfrågan där de konservativa i sydstaterna ville behålla och till och med utöka slaveriets utbredning i landet, alternativt separera och bilda en ny stat, och de flesta demokrater i nordstaterna ville begränsa eller avskaffa slaveriet. Detta resulterade i att de två falangerna ställde upp med separata kandidater i 1860 års presidentval, sittande vicepresidenten John Breckinridge blev den slavvänlige kandidaten som alternativ till partiets officiella namn, den i nordstaterna mest stödda Stephen Douglas (som representerade en moderat hållning i slaverifrågan). Splittringen resulterade i att partiet förlorade presidentvalet till Republikanernas kandidat Abraham Lincoln i nästan alla nordstater, trots ett större röstetal. När amerikanska inbördeskriget bröt ut 1861 ställde sig Demokraterna i sydstaterna bakom Konfederationen, men Demokratiska partiet som sådant existerade inte där då sydstaternas ledning såg partipolitik som en källa till splittring. Demokraterna i nordstaterna splittrades mellan de som stödde kriget för att få slut på slaveriet och återinförliva de separatistiska delstaterna, och de demokrater som istället ville sluta fred så snabbt som möjligt.
Efter inbördeskriget kom Demokraterna att förknippas med det besegrade södern, vilket bidrog till en lång kräftgång. Presidenten för Amerikas konfedererade stater, Jefferson Davis, hade varit demokrat och under inbördeskriget var de så kallade Copperheads, demokrater som ville sluta en omedelbar fred med konfederationen, verksamma i nordstaterna vilket ledde till misstro mot dem. Under rekonstruktionstiden som följde inbördeskriget förlorade partiet i princip allt sitt inflytande på grund av militär förvaltning av sydstaterna och utökad rösträtt till afroamerikaner som nästan uteslutande röstade på Republikanska partiet i delstatsnyvalen 1867.

### Sent 1800-tal
Från 1877 års kompromiss och det slutliga återinträdet som dominerande parti i sydstaterna fram till år 1904 var de så kallade "Bourbondemokraterna" tongivande i partiet; man motsatte sig USA:s imperialistiska expansion, ökade federala utgifter och den protektionism som Republikanerna förespråkade. Istället lierade man sig med storföretagens intressen, stödde krav på frihandel och höll sig strikt till guldmyntfoten. Samtidigt återvann de konservativa demokraterna total kontroll över sydstaterna och började åter begränsa minoriteters politiska och medborgerliga rättigheter, bland annat med införandet av Jim Crow-lagarna.
Epoken under Bourbondemokraterna dog gradvis ut i och med inlemmandet av det socialreformistiska Populistpartiet under William Jennings Bryan i Demokratiska partiet. Bryan, som kombinerade en populistisk socialreformism med konservatism i kulturfrågor (bland annat uttryckte han sitt motstånd mot darwinismen som undervisningsalternativ till den bibliska skapelseläran i en berömd rättegång 1925), var demokraternas presidentkandidat 1896, 1900 och 1908, på ett reformistiskt och populistiskt program, men förlorade alla gångerna. Från inbördeskriget till den stora depressionens utbrott innehade endast Cleveland och Woodrow Wilson (ursprungligen Bourbondemokrat, men sedermera Bryans efterföljare) Vita huset, mot sammanlagt elva republikaner (ej räknat Andrew Johnson, som var demokrat, men blev president genom att väljas till vicepresident under Lincoln, som en eftergift till demokraterna).

### 1900-talet
Demokraterna kom att få reformutrymme för en mer aktiv inrikes- och utrikespolitik under Wilsons administration, som stödde USA:s deltagande i första världskriget efter hans omval 1916, och även införde den för Republikanerna förhatliga rassegregationen på federal nivå. Under Woodrow Wilson påbörjade Demokratiska partiet sin omvandling från ett isolationistiskt och kraftigt nationalistiskt till ett internationalistiskt, mer socialreformistiskt parti. Istället blev det Republikanerna som motsatte sig en alltför aktiv utrikespolitik och även att USA skulle bli medlem i Nationernas förbund. Stora depressionen skadade sittande presidenten Herbert Hoovers anseende så mycket att hans demokratiske motståndare, Franklin D Roosevelt, vann överlägset i presidentvalet i USA 1932. I och med detta kunde Demokraternas reformvänliga profil stärkas ytterligare så Roosevelt lanserade det sociala reformpaketet "New Deal" 1933 som svar på fattigdomen som följde i finanskrisens spår. Under Roosevelts tid vid makten återtog Demokraterna i ett slag rollen som det dominerande partiet i amerikansk politik. Roosevelt valdes fyra gånger till presidentposten och först genom valet av den konservative Ronald Reagan 1980 kom dennes arv att på allvar utmanas.
Under mycket av 1900-talet präglades partiet av motsättningar mellan demokraternas allt mer förhärskande socialliberala nordstatsfalang, och de konservativa demokrater som helt dominerade sydstaterna ända sedan slutet på rekonstruktionstiden då man med hjälp av raslagar, och med stöd av militanta rasistiska grupper såsom Ku Klux Klan, begränsade rösträtten. Efterhand växte dock den liberala falangen sig starkare parallellt med att den progressiva republikanska rörelsen (förkroppsligad av Theodore Roosevelt, Hiram Johnson, Frank Knox m fl) i högre utsträckning dog ut. När den socialliberala falangen 1964–1965 på allvar började slå till mot sydstaternas diskriminerande lagar, i samband med medborgarrättsrörelsens protester och Great Society-reformerna, vände sig många konservativa sydstatsdemokrater från partiet. Som ett resultat av detta, och även med hjälp av Republikanernas "sydstatsstrategi", började sydstaterna i högre grad rösta republikanskt, och de tidigare republikanska delstaterna i norr plus bland annat Kalifornien, som förr röstade på Republikanernas progressiva vänsterfalang, har gått över till att allt som oftast stödja demokraterna.

## Ideologi och politisk plattform
De stora politiska partierna i USA innefattar en mycket stor åsiktsspridning i jämförelse med ideologiskt mer enhetliga partier i Europa, så det är svårt att dra generella slutsatser kring var de står politiskt. Men oftast brukar Demokraterna idag beskrivas som liggande till vänster om Republikanska partiet men till höger om de europeiska socialdemokratiska partierna. Eftersom Demokratiska partiet innefattar falanger med relativt skilda ideologiska positioner är det svårt att direkt jämföra demokraterna med något europeiskt parti. Uppmärksammas ska att "liberal" i USA oftast betecknar socialliberalism snarare än laissez-faire-marknadsliberalism, som är en vanligare innebörd i europeisk partipolitisk terminologi, även om sådana strömningar också finns bland demokrater.
Officiellt är Liberalerna Demokraternas samarbetsparti i Sverige, men inom Demokraterna ryms såväl människor som i Sverige skulle tillhöra Kristdemokraterna som människor som skulle trivas bättre i Socialdemokraterna.
Historiskt har även partiets konservativa flygel, som försvarade rassegregationen i sydstaterna, utgjort ytterligare en skiljelinje inom partiet. Såväl 1860 som 1948 nominerade Demokraterna i nord- och sydstaterna olika presidentkandidater, med slaveriet respektive Jim Crow-lagarna som skiljelinjer. Republikanerna hade i dessa val starkt anammat program med udden riktad mot nämnda fenomen, vilket försvårade kohandel över partigränserna.

## Väljarbas
En stor del av den demokratiska väljarbasen är etniska minoriteter. Klyftan mellan demokraterna och republikanerna bland minoriteter har varit relativt stabil mellan 1999 och 2016. Till exempel 63 % av hispaniska väljare identifierar som demokrater medan 27 % som republikaner. Demokraternas ståndpunkter om kvotering och medborgerliga rättigheter, ekonomin och invandringen har lockat många minoriteter till partiet.

## Demokratiska presidenter
| #  | President                         | Porträtt |
| -- | --------------------------------- | -------- |
| 7  | Andrew Jackson (1829–1837)        |          |
| 8  | Martin Van Buren (1837–1841)      |          |
| 11 | James K. Polk (1845–1849)         |          |
| 14 | Franklin Pierce (1853–1857)       |          |
| 15 | James Buchanan (1857–1861)        |          |
| 17 | Andrew Johnson (1865–1869)        |          |
| 22 | Grover Cleveland (1885–1889)      |          |
| 24 | Grover Cleveland (1893–1897)      |          |
| 28 | Woodrow Wilson (1913–1921)        |          |
| 32 | Franklin D. Roosevelt (1933–1945) |          |
| 33 | Harry S. Truman (1945–1953)       |          |
| 35 | John F. Kennedy (1961–1963)       |          |
| 36 | Lyndon B. Johnson (1963–1969)     |          |
| 39 | Jimmy Carter (1977–1981)          |          |
| 42 | Bill Clinton (1993–2001)          |          |
| 44 | Barack Obama (2009–2017)          |          |
| 46 | Joe Biden (2021–2025)             |          |